# Celio Aconio Probiano
Celio Aconio Probiano (latino: Caelius Aconius Probianus; fl. 461-471) è stato un politico romano di età imperiale.
Fu Prefetto del pretorio d'Italia sotto gli imperatori Leone I e Libio Severo (quindi, considerando che la prefettura di Basilio iniziò nel 463, tra il 461 e questo anno). Fu poi console per l'Occidente nel 471, con Leone.
Il suo nome lo ricollega alla famiglia aristocratica romana degli Aconii Catullini; era probabilmente imparentato con Aconia Fabia Paulina (morta nel 384 circa).